# Flōra Rentoumī
Flōra Rentoumī, talvolta reso come Redoumi (in greco Φλώρα Ρεντούμη?; Atene, 11 settembre 1976), è un'ex ostacolista greca.

## Record nazionali
- 60m hs: 7"91 ( Budapest, 7 marzo 2004)

## Palmarès
| Anno | Manifestazione          | Sede              | Evento   | Risultato  | Prestazione | Note                                     |
| ---- | ----------------------- | ----------------- | -------- | ---------- | ----------- | ---------------------------------------- |
| 2001 | Giochi del Mediterraneo | Radès             | 100 m hs | 5ª         | 13"41       |                                          |
| 2001 | Mondiali indoor         | Lisbona           | 60 m hs  | Batteria   | 8"29        |                                          |
| 2002 | Europei                 | Monaco di Baviera | 100 m hs | Batteria   | 13"42       |                                          |
| 2002 | Europei indoor          | Vienna            | 60 m hs  | 5ª         | 8"02        |                                          |
| 2003 | Mondiali                | Parigi            | 100 m hs | Semifinale | 13"10       |                                          |
| 2003 | Mondiali indoor         | Birmingham        | 60 m hs  | Semifinale | 8"12        |                                          |
| 2004 | Giochi olimpici         | Atene             | 100 m hs | Batteria   | 13"14       |                                          |
| 2004 | Mondiali indoor         | Budapest          | 60 m hs  | 7ª         | 7"94        |                                          |
| 2005 | Mondiali                | Helsinki          | 100 m hs | Batteria   | 13"65       |                                          |
| 2005 | Europei indoor          | Madrid            | 60 m hs  | Semifinale | 8"10        |                                          |
| 2005 | Giochi del Mediterraneo | Almería           | 100 m hs | Bronzo     | 13"16       |                                          |
| 2005 | Giochi del Mediterraneo | Almería           | 4x100 m  | 4ª         | 45"33       |                                          |
| 2006 | Europei                 | Göteborg          | 100 m hs | Semifinale | 13"15       |                                          |
| 2007 | Europei indoor          | Birmingham        | 60 m hs  | Batteria   | dq          |                                          |
| 2007 | Mondiali                | Osaka             | 100 m hs | Semifinale | 12"88       | Miglior prestazione personale stagionale |
| 2008 | Mondiali indoor         | Valencia          | 60 m hs  | Batteria   | dnf         |                                          |
| 2008 | Giochi olimpici         | Pechino           | 100 m hs | Batteria   | 13"56       |                                          |